# Assassination Classroom
Assassination Classroom (暗殺教室 Ansatsu kyōshitsu?, "Lönnmordsklassrum") är en shōnen-manga som tecknas och skrivs av Yūsei Matsui, och ges ut av Shueisha i Weekly Shōnen Jump sedan den 2 juli 2012. Serien följer en extremt kraftfull bläckfiskliknande skollärares vardag, och hans elevers försök att mörda honom för att förhindra att han förgör jorden.
Serien har blivit adapterad till anime två gånger: först som ett OVA-avsnitt som gavs ut den 6 oktober 2013, och sedan som en TV-serie som sändes på japansk TV i 22 avsnitt från och med den 9 januari 2015. En andra säsong av TV-serien planeras ha premiär i januari 2016.[uppföljning saknas] Ett datorspel baserat på serien, Assassination Classroom: Koro-sensei Dai Hōimō, släpptes till Nintendo 3DS den 12 mars 2015, och en spelfilm hade premiär den 21 mars 2015. En uppföljare till spelfilmen planeras ha premiär någon gång under första eller andra kvartalet 2016.[uppföljning saknas] Spinoff-mangan Koro-sensei Q!, som skapas av Kizuku Watanabe och Jō Aoto, planeras ha premiär i november 2015[uppföljning saknas] i Saikyō Jump.

## Volymer
Fjorton tankōbon-volymer har släppts i Japan; i juni 2014 hade volymerna tryckts i 10,1 miljoner exemplar.
| Nr | Titel                                    | Utgivningsdatum  | ISBN                   |
| -- | ---------------------------------------- | ---------------- | ---------------------- |
| 1  | Ansatsu no jikan (暗殺の時間?)           | 2 november 2012  | ISBN 978-4-08-870596-5 |
| 2  | Otona no jikan (大人の時間?)             | 28 december 2012 | ISBN 978-4-08-870604-7 |
| 3  | Tenkōsei no jikan (転校生の時間?)        | 4 mars 2013      | ISBN 978-4-08-870633-7 |
| 4  | Masaka no jikan (まさかの時間?)          | 2 maj 2013       | ISBN 978-4-08-870667-2 |
| 5  | Sainō no jikan (才能の時間?)             | 4 juli 2013      | ISBN 978-4-08-870769-3 |
| 6  | Suiei no jikan (水泳の時間?)             | 4 oktober 2013   | ISBN 978-4-08-870821-8 |
| 7  | Suiei no jikan (水泳の時間?)             | 27 december 2013 | ISBN 978-4-08-870854-6 |
| 8  | Chanse no jikan (チャンスの時間?)        | 4 mars 2014      | ISBN 978-4-08-880028-8 |
| 9  | Shogeki no jikan (衝撃の時間?)           | 2 maj 2014       | ISBN 978-4-08-880059-2 |
| 10 | Dorobō no jikan (泥棒の時間?)            | 4 juli 2014      | ISBN 978-4-08-880137-7 |
| 11 | Taikusai no jikan (体育祭の時間?)        | 3 oktober 2014   | ISBN 978-4-08-880194-0 |
| 12 | Shinigami no jikan (「死神」の時間?)     | 27 december 2014 | ISBN 978-4-08-880223-7 |
| 13 | Shinro no jikan (進路の時間?)            | 4 mars 2015      | ISBN 978-4-08-880317-3 |
| 14 | Kimatsu no jikan (期末の時間?)           | 1 maj 2015       | ISBN 978-4-08-880354-8 |
| 15 | Arashi no jikan (嵐の時間?)              | 3 juli 2015      | ISBN 978-4-08-880425-5 |
| 16 | kako no jikan (過去の時間?)              | 3 oktober 2015   | ISBN 978-4-08-880425-5 |
| 17 | Bunretsu no jikan (分裂の時間?)          | 28 december 2015 | ISBN 978-4-08-880425-5 |
| 18 | Barentain no jikan (バレンタインの時間?) | 4 mars 2015      | ISBN 978-4-08-880425-5 |
| 19 | Tōkō no jikan (登校の時間?)              | 4 april 2015     | ISBN 978-4-08-880425-5 |
| 20 | Sotsugyō no jikan (卒業の時間?)          | 3 juni 2015      | ISBN 978-4-08-880425-5 |
| 21 | Arigatō no jikan (ありがとうの時間?)     | 4 juli 2015      | ISBN 978-4-08-880425-5 |